# C (muziek)
C , ook do genoemd, is de naam van een van de stamtonen en de grondtoon van de toonladder in C-majeur (Do groot). In de westerse muziek wordt met de do meestal gerefereerd aan de centrale do of C4 (eengestreept octaaf). De actuele toonhoogte van de toon C4 is afhankelijk van de gebruikte stemming en de keuze van de stemtoon A. Verder is er voor transponerende instrumenten een verschil tussen een genoteerde toon C en de werkelijk klinkende toon.
Op een pianoklavier ligt de C telkens voor het groepje van twee zwarte toetsen.
Tot de 19e eeuw werd deze toon ut genoemd, volgens de Guidonische lettergrepen.

## Octavering
In de onderstaande tabel staan de toonhoogten van de tonen C in de gelijkzwevende stemming voor de verschillende octaven, uitgaande van de standaard toonhoogte van 440 Hz van de stemtoon.
| Musicologische notatie | Helmholtznotatie | Octaafnaam           | Frequentie (Hz) |
| ---------------------- | ---------------- | -------------------- | --------------- |
| C-1                    | C,,,             | Subsubcontra-octaaf  | 8.176           |
| C0                     | C,,              | Subcontra-octaaf     | 16.352          |
| C1                     | C,               | Contra-octaaf        | 32.703          |
| C2                     | C                | Groot octaaf         | 65.406          |
| C3                     | c                | Klein octaaf         | 130.813         |
| C4                     | c′               | Eengestreept octaaf  | 261.626         |
| C5                     | c′′              | Tweegestreept octaaf | 523.251         |
| C6                     | c′′′             | Driegestreept octaaf | 1046.502        |
| C7                     | c′′′′            | Viergestreept octaaf | 2093.005        |
| C8                     | c′′′′′           | Vijfgestreept octaaf | 4186.009        |
| C9                     | c′′′′′′          | Zesgestreept octaaf  | 8372.018        |

De toon C4 of c' wordt ook de centrale C genoemd.

## In muzieknotatie

Positie van de centrale C op het pianoklavier